# Saint David’s Island (Bermuda)
Saint David’s Island ist eine Insel im äußersten Nordosten der westatlantischen Inselgruppe Bermuda. Sie gehört zum St. George’s Parish, einem Verwaltungsgebiet im Osten von Bermuda.

## Geographie

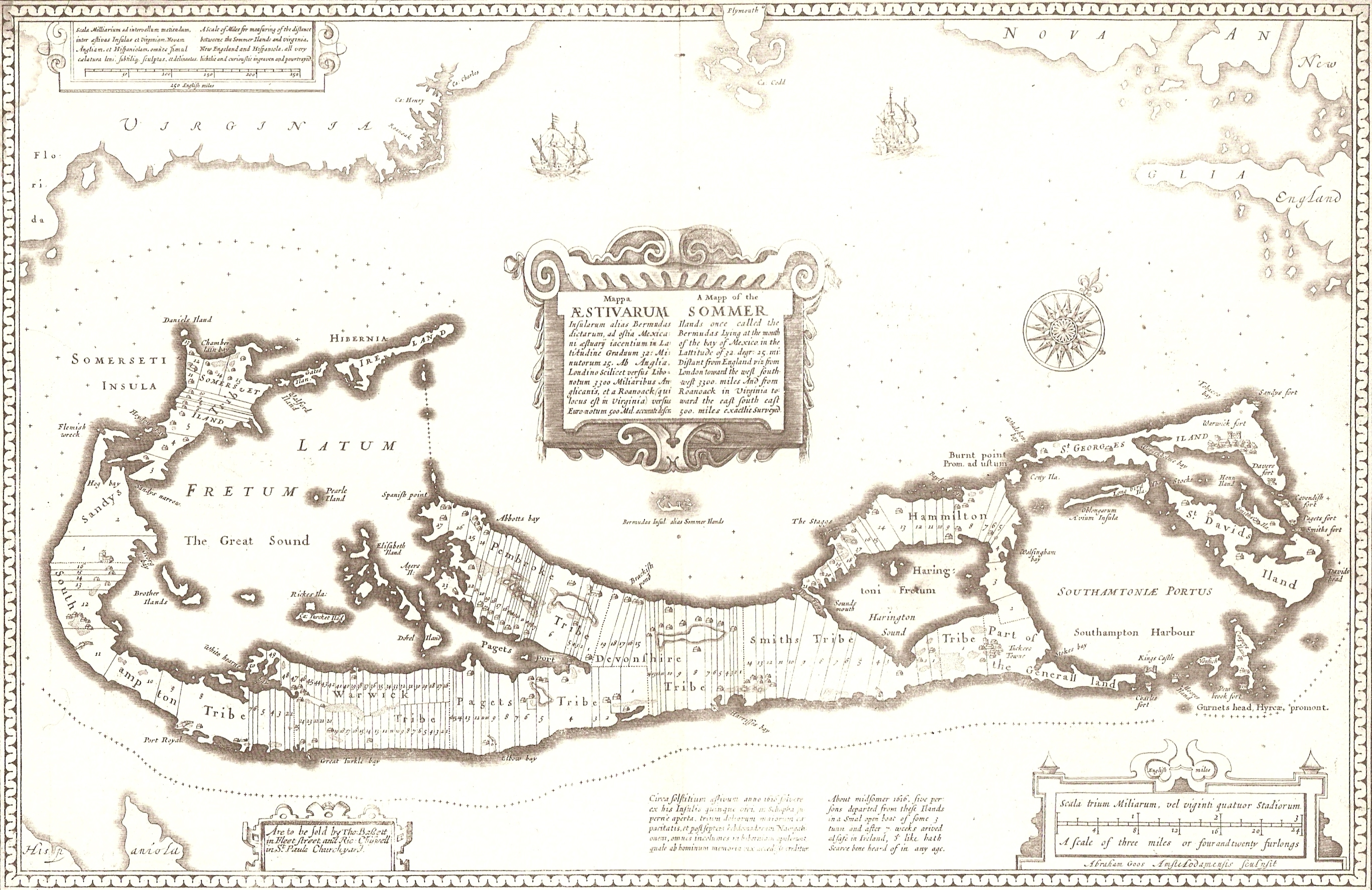
Alte Karte von Bermuda (1676) mit Saint David’s Island im Osten.

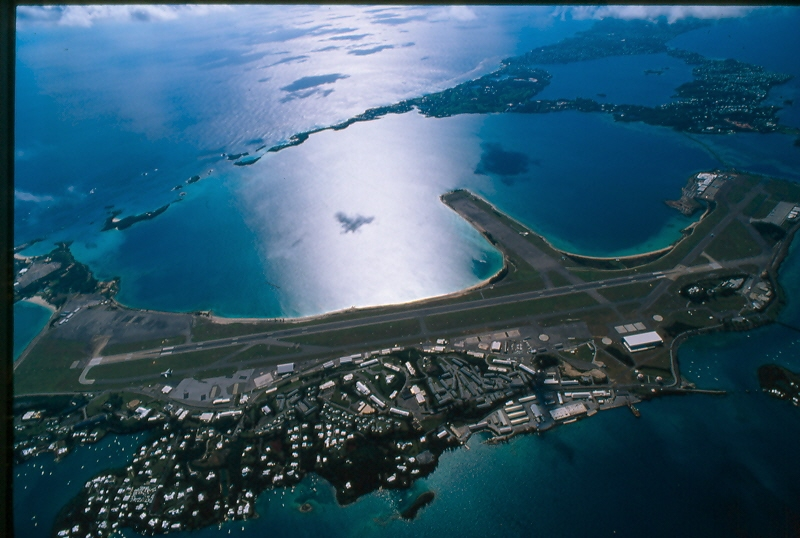
Luftbild von Saint David’s Island (Norden ist unten)

Saint David’s Island war ursprünglich eine kaum 2 km² große zerklüftete Insel, wie auf alten Karten aus der Zeit der Erstbesiedlung von Bermuda im 17. Jahrhundert deutlich erkennbar ist. Sie wurde nach 1940 – zwecks militärischer Nutzung als Flugzeugbasis – in mehreren Bauphasen vergrößert und in ihrem Aussehen vollständig verändert. Dazu errichtete man mittels Sandaufschüttungen feste Landverbindungen zu der einst nordwestlich vorgelagerten Insel Longbird Island sowie dem südöstlich gelegenen Cooper Island. Zudem entstand für ein weiteres Flugfeld an der Südküste eine schmale künstliche Halbinsel, die etwa 1100 Meter in die Bucht Castle Harbour ragt. Heute beträgt die Landfläche der (künstlichen Insel) Saint David’s daher etwas über 2,6 km². Kleinere Ortschaften (Melrose, Cashew City) liegen an der (kaum baulich veränderten) Nord- und Nordostküste der Insel.
Rund die Hälfte der Inselfläche wird gegenwärtig von den Flugfeldern und den ehemaligen militärischen Bauten im Süden eingenommen. Nachdem die militärischen Stützpunkte 1995 aufgegeben wurden, gehören die Flugpisten jetzt zum L.F. Wade International Airport (bis 2007: Bermuda International Airport).
Mit Bermudas Hauptinsel Grand Bermuda ist Saint David’s über einen 1000 Meter langen Fahrdamm (The Causeway) verbunden. Zur nördlich gelegenen Nachbarinsel Saint George’s führt eine kleine Brücke.